# Electronic body music
Electronic body music (förkortat EBM, ibland bara body) är en musikgenre som uppstod i början av 1980-talet med influenser av brittisk industrial. Många av de största banden i genren har legat på skivbolagen Play It Again Sam (PIAS) och Antler-Subway Records i Belgien, och licensierades i USA på Wax Trax! Records.
Termen myntades 1978 av Ralf Hütter för att beskriva Kraftwerks album The Man-Machine som musik för hela kroppen. Deutsch-Amerikanische Freundschaft kallade sin musik för Körpermusik, ’kroppsmusik’. I sin nuvarande betydelse användes EBM första gången av den belgiska gruppen Front 242 år 1984 för att beskriva musiken på deras EP No Comment som gavs ut samma år.
Electronic body music lägger stor vikt på maskinestetisk rytmik, varför body betraktas som dansmusik. Vanligen sammanfaller musikstilen mer eller mindre med electroindustri.

## Exempel på musikgrupper
- à;GRUMH...
- And One
- Borghesia
- Cassandra Complex
- Clock DVA
- Deutsch-Amerikanische Freundschaft (D.A.F.)
- Front 242
- Front Line Assembly
- Neon Judgement
- Nitzer Ebb
- Stark
- Tyske Ludder
- The Weathermen
- Kropp